# When I Fall in Love
When I Fall in Love – płyta amerykańskiego trębacza Chrisa Bottiego, nagrana  udziałem przyjaciół muzyka oraz orkiestry The London Session Orchestra.

## Utwory na płycie
1. When I Fall in Love
2. What 'll I Do
3. No Ordinary Love
4. My Romance
5. Let's Fall in Love
6. Cinema Paradiso
7. Someone to Watch Over Me
8. La Belle Dame Sans Regret
9. Nearness of You
10. How Love Should Be
11. Make Someone Happy
12. One for My Baby
13. Time to Say Goodbye

## Muzycy
- Chris Botti – trąbka, wokal;
- Shane Fontayne, Dean Parks – gitara;
- Billy Childs – pianino, pianino elektryczne;
- Jon Ossman, Brian Bromberg – gitara basowa;
- Billy Kilson, Vinnie Colaiuta – perkusja;
- Paulinho Da Costa – perkusja;
- Dominic Miller – gitara w "La Belle Dame Sans Regrets";
- Mitch Dalton – gitara w "Someone to Watch Over Me";
- Alec Dankworth – gitara basowa w "Someone to Watch Over Me";
- Ralph Salmins – perkusja w "Someone to Watch Over Me";
- Jeff Lorber – keyboard w "No Ordinary Love";
- Bob Sheppard – saksofon tenorowy w "No Ordinary Love";
- Gil Goldstein – akordeon w "La Belle Dame Sans Regrets";
- Paula Cole – wokal w "What'll I Do?" i "How Love Should Be";
- Jill Zadeh – wokal w "No Ordinary Love";
- Sting – wokal w "La Belle Dame Sans Regrets";

- The London Session Orchestra w składzie: Isobel Griffiths- dyrygent; Ken Silleto, Rolf Wilson, Roger Garland, Thomas Bowes, Jonathan Evans-Jones, Patrick Kiernan, Boguslaw Kostecki, Julian Leaper, Rita Manning, Steve Morris, Maciej Rakowski, Jackie Shave, Cathy Thompson, Debbie Widdup, Paul Willey, Dave Woodcock- skrzypce; Edward Vanderspar, Peter Lale, George Robertson, Ivo Van Der Werff, Vicci Wardman, Bruce White- altówka; Anthony Pleeth, Dave Daniels, Caroline Dearnley, Paul Kegg, Anthony Lewis, Frank Schaeffer- wiolonczela; Chris Laurence, Mary Scully, Alec Dankworth, Patrick Lannigan- kontrabas; Fiona Hibbert- harfa; Phil Todd, Stan Sulzmann, Karen Jones, Helen Keen- flet, flet altowy; Andy Panayi- flet basowy; Jane Marshall- rożek angielski; David Theodore- obój; Nick Rodwell, Anthony Pike- klarnet; Jamie Talbot- klarnet basowy, saksofon tenorowy; Derek Watkins, John Barclay, Guy Barker- trąbka; Mike Thompson, David Pyatt, Richard Bissill- rożek francuski; Peter Beachill, Richard Edwards, Mark Nightingale- puzon; Dave Stewart- puzon, puzon basowy; Nigel Hitchcock- saksofon altowy; Mitch Dalton- gitara; Ralph Salmins- perkusja.